# パンアメリカン航空160便墜落事故
パンアメリカン航空160便墜落事故（パンアメリカンこうくう160びんついらくじこ）は、1973年11月3日に発生した航空事故である。
ジョン・F・ケネディ国際空港発グラスゴー・プレストウィック空港行きの国際定期貨物便だったパンアメリカン航空160便（ボーイング707-321C）が飛行中、コックピット内に煙が充満した。パイロットは、ボストンへの緊急着陸を試みたが滑走路手前に墜落し、乗員3人全員が死亡した。

## 事故機
事故機のボーイング707-321C（N458PA）は、1967年に製造された。4基のプラット・アンド・ホイットニー JT3D-3Bを搭載しており、総飛行時間は24,537時間だった。

## 事故の経緯
160便は、ニューヨークからフランクフルトへ向かう国際定期貨物便で、スコットランドのプレストウィックを経由する予定だった。機体には24,000kgの貨物が積載されており、内6,967kgが腐食性と揮発性のある化学物質だった:1-4。
8時25分、160便はジョン・F・ケネディ国際空港（JFK）を離陸した。25分後、機体は巡航高度の31,000フィート (9,400 m)に到達した。9時04分、パイロットはニューヨークにあるパンナムのオペレーションセンターに、機内で煙が発生しており、ボストンへダイバートしようとしていることを報告した。4分後、パイロットはモントリオール管制にJFKへの引き返しを要求した。管制官はこれを許可し、160便は右旋回を行った:1-4。
9時29分、パイロットは管制官にボストンまでの距離を尋ねた。管制官は、「現在、ピース空軍基地付近を通過している。ボストンまでは40-45マイルだ。（You're passing abeam, Pease Air Force Base, right now, sir, and you're about 40 to 45 miles to the northwest of Boston.）」と返答した:1-4。
9時31分、160便はボストン進入管制と交信を行った。このとき、パイロットは緊急事態を宣言するかという質問に対して、「緊急事態ではない。滑走路33Lが使用可能か？（negative on the emergency, and may we have runway 33 left?）」と答えた。3分後に管制官は直ぐに着陸したいかと問い、パイロットは可能な限り素早く着陸したいと返答した:1-4。

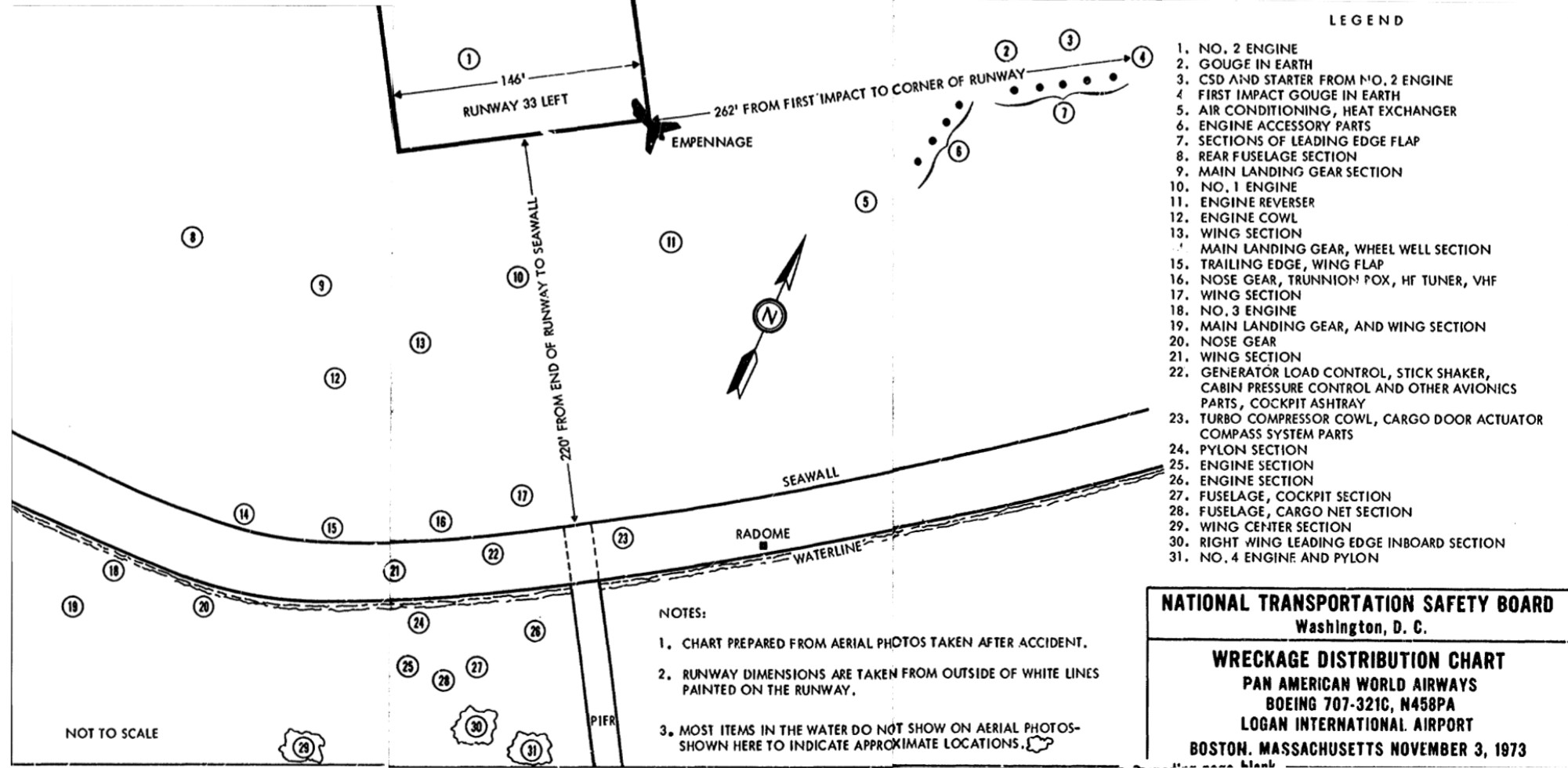
160便の残骸の散乱場所を示す地図

フラップとスポイラーが展開された状態で160便は滑走路33Lへの最終進入を行っていた。しかし、ヨー・ダンパーが動作不能になったため、低速時における機体の操縦が難しくなった。9時39分に160便は滑走路から262フィート (80 m)手前に墜落し、乗員3人は全員死亡した:1-4。

## 事故調査
国家運輸安全委員会が調査を行ったが、コックピットに充満した煙の発生源を特定することはできなかった。報告書では、機体に積載されていた硝酸の包装方法が不適切で、さらにクッション材としておがくずが使用されていたため、これらが反応し煙が発生したと可能性が高いとされた。
事故後、パンアメリカン航空と4つの企業などが起訴された。